# 1845 en musique
| \| • Retour à la chronologie générale de la musique populaire • \| |
| XXIe siècle • XXe siècle • XIXe siècle • XVIIIe siècle XVIIe siècle • XVIe siècle • XVe siècle • XIVe siècle XIIIe siècle • XIIe siècle • XIe siècle • Xe siècle IXe siècle • VIIIe siècle • Haut Moyen Âge • Rome • Grèce |
| • Retour à la chronologie générale de la musique populaire • |

| • Retour à la chronologie générale de la musique populaire • |

| Années de la musique populaire : 1842 - 1843 - 1844 - 1845 - 1846 - 1847 - 1848    |
| Décennies de la musique populaire : 1810 - 1820 - 1830 - 1840 - 1850 - 1860 - 1870 |

## Événements et œuvres
- La Tolosenca (La Toulousaine), chanson occitane écrite par Lucien Mengaud avec une musique de Louis Deffès.
- Ma Brunette, chanson d'Eugène de Lonlay, mise en musique par Étienne Arnaud.
- En France, le fifre disparaît de la musique militaire au profit du piccolo ; il subsiste encore dans la musique des régiments de la Légion étrangère.
- Southern Musical Convention, première convention de Sacred Harp aux États-Unis, dans le comté d'Upson en Géorgie.
- Korla Awgust Kocor met en musique le poème Rjana Lužica (Belle Lusace), exécuté en public le 17 octobre à Bautzen, lors du premier festival de la chanson sorabe ; il devient hymne national des Sorabes (minorité allemande de langue slave).

## Naissances
- 6 février : Paulus, chanteur français, vedette du café-concert, mort en 1908[1].
- 26 mars : Paul Burani, auteur dramatique, chansonnier et librettiste français, auteur de chansons, mort en 1901.
- 19 novembre : Antonin Louis, chansonnier et compositeur français († 15 novembre 1915).

## Décès
- 18 octobre : Juan Ignacio de Iztueta, écrivain et musicologue basque espagnol, un pionnier du collectage de musique chantée et dansée du folklore basque, né en 1767.